# Saint-Chamant, Corrèze
Saint-Chamant är en kommun i departementet Corrèze i regionen Nouvelle-Aquitaine i de centrala delarna av Frankrike. Kommunen ligger  i kantonen Argentat som tillhör arrondissementet Tulle. År 2022 hade Saint-Chamant 480 invånare.

## Befolkningsutveckling
Antalet invånare i kommunen Saint-Chamant
Referens:INSEE